# Arad (Románia)
Arad (románul: Arad, németül: Arad, középkori latinul Aradinum) város Romániában. Az egykori Arad vármegye, ma Arad megye székhelye. A 20. században Kisszentmiklós, Mikelaka, Újarad és Zsigmondháza településeket csatolták hozzá. Nyugat-Románia harmadik legnagyobb városa, Temesvár és Nagyvárad után, 159 704 lakosával pedig Románia 12. legnagyobb városa. A Maros forgalmas közlekedési csomópontja, valamint fontos kulturális és ipari központja. Arad adott otthont Európa egyik első zenei konzervatóriumának és általános iskolájának, továbbá az első Romániában gyártott személygépkocsinak. Napjainkban Arad román ortodox érseki székhely, 2 egyetemmel rendelkezik.
A város multikulturális örökségét annak köszönheti, hogy a középkorban a Magyar Királyság és a Temesvár vilajet, majd az újkorban az Erdélyi Fejedelemség, az Osztrák-Magyar Monarchia, 1920 óta pedig Románia része. Jelentős számú magyar lakossággal bír, ugyanakkor fellelhetők itt németek, zsidók, szerbek, bolgárok és romák, akik az évszázadok során letelepedésül ezt a helyet választották. A 19. század második felében és a 20. század elején a város gyors fejlődésen ment keresztül. Ebben az időszakban épültek Arad legértékesebb épületei, melyek ma jelentősen meghatározzák Arad látképét. Ilyen például a neoklasszikus Ioan Slavici Színház, az eklektikus Közigazgatási Palota és a neogótikus Vörös templom.

## Nevének eredete
Arad neve a magyar településnevek túlnyomó többségéhez hasonlóan puszta személynévből keletkezett. Valószínűleg Arad, Urod, Orod lehetett az itteni várba I. István által az Ajtony vezér fölötti győzelme után kinevezett első ispán neve.

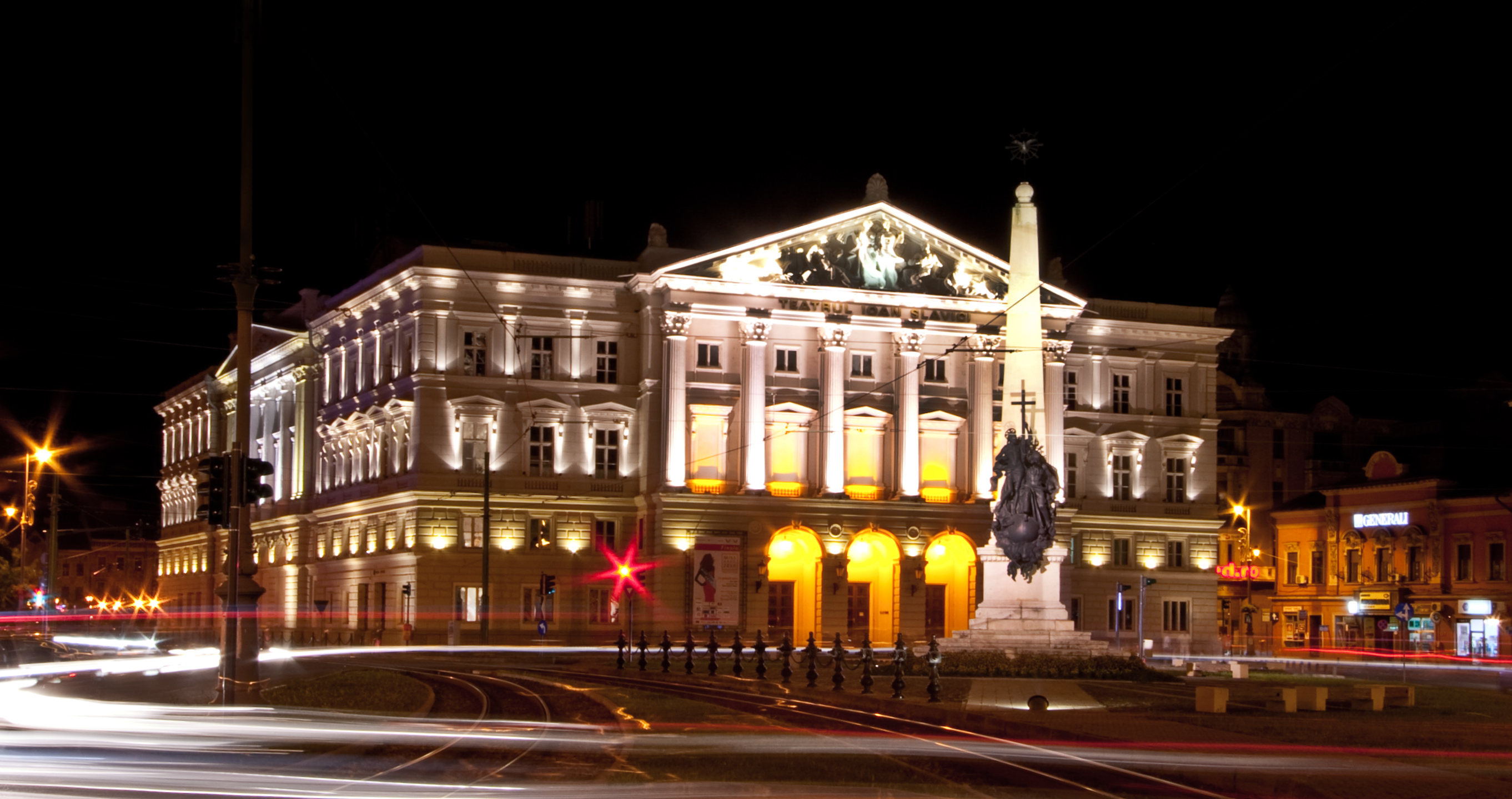
Ioan Slavici Színház

A kommunizmus alatt át akarták nevezni Arad-Ziridava névre (a Cluj-Napoca-szerű átnevezésekhez hasonlóan), de végül ez nem történt meg.

## Története
A várostól északkeletre, az Újzimánd-Földvári-pusztán egy kavicsbányában honfoglalás kori köznépi temetőt tártak fel. A jellegzetes leletek tanúsága szerint a 10. században nyitották meg (kéttagú csüngők, ruhadíszek, pitykék, nyakperecek, állatfejes karperecek, sima hajfürtkarikák, nyakban viselt kereszt és félhold alakú csüngő). A temetőt törés nélkül használták I. László koráig. Ez azt mutatja, hogy a korai magyar állam belharcai, Ajtony vezér leverése nem feltétlenül okoztak törést az egyszerű emberek életében.
A település ősidők óta fontos átkelő és vásárhely volt. Várát 1132-ben említik először. Ez nem azonos a mai várral, hanem a mai várostól 7 km-re keletre feküdt. Itt végeztette ki 1131-ben II. Béla szerb felesége a férje megvakításában bűnös 68 főurat. 1135-ben II. Béla társaskáptalant alapított itt. A várost 1241-ben és 1285-ben a tatárok elpusztították, de a vár ellenállt a támadásnak. 1388-ban már mezőváros volt. 1459-ben egészen eddig portyáztak és pusztítottak II. Mohamed szultán török hadai. 1514-ben Dózsa serege pusztította. Határában a mai Csálatelepen feküdt a középkori Csálya falu melynek egykor vára is volt, helye még a 19. században is ismert volt.
1551. szeptember 18-án a törökök Arad várát elfoglalták, 1555-ben teljesen elpusztult, helyét az új Arad foglalta el. 1552 és 1554 között a törökök új palánkvárat építettek, 1554-ig szandzsákszékhely volt, véglegesen 1688-ban szabadult fel. 1658. július 14-én itt győzte le II. Rákóczi György a budai pasa seregét. 1685-ben szabadult fel a török uralom alól. 1699 és 1741 között a marosi katonai határőrvidék székhelye volt.
1783-ban épült fel a süllyesztett új csillagvár a Maros kanyarulatában, francia Vauban rendszerben. Arad 1834-ben lett szabad királyi város.
Leírás a településről a 18. század végén: „Új Arad, fekszik Ó Aradtól majd egy mértföldnyire ugyan azon a’ parton, mellyen Ó Arad fekszik, napnyugot felé, a’ Váradtól, Temesvárra vezető úton. Némellyek azt állíttyák, hogy Ó Arad az Ozmanok által e’ helyre tétete által, hogy a’ Keresztények által történhető ellenséges megtámadásnak fedezésére lehetnének, mint hogy a’ Törökök Maros Vizétöl Komlós falu felé, egész a’ nagy hegyekig széless sántzokat ástak, az Erdélyieknek ajánlott minden lehető segedelemnek, 53’s oltalomnak szolgáltatása végett. Sőt a’ hol most Új Arad fekszik oda egy Kastélyt építtettek, nevezetes erősséggel körűl vévén azt, ’s hathatósan oltalmazzák, és hatalmok alatt is tartották egész a’ Szentesi hartzig. Megvervén pedig itten EUGENIUS Hertzeg az Ozmanokat, vissza térésekor e’ helyet fekvésére nézve, nevezetes, és erősségnek elég alkalmatos vidéknek találván, a’ megujjításra méltónak ítélte, ’s hogy mostani épűlete szerént ujjítassék, egyszer’smind meg is parantsolá. Az új erősség négy szegelet formán van építve, ’s olly széless föld sántzokkal körűl vétettetve, hogy két kotsi, üregében, egy más mellet bátorságosan járhat; oldalai kő fal helyett, hantokkal erőssítettek. Nevezetesen oltalmazá e’ várat Rákotzi serege ellen Löffelholtz akkori Arad Várának ő Kapitánnya, olly erővel, és vitézséggel álván ellent a’ Rákótziak ellen, minéműt felőle nem is véllhettek volna. Mert mindenfelöl körűl vétettetvén, ’s élelmek sem lévén a’ Várbélieknek, drágább vagyonnyát, és ezüstyeit öszve szedé, ’s a’ szomszéd Temesvári Törökökhöz folyamodott, és általok fel is segíttetett. A’ Várnak két kapui vagynak, egyik dél felé, melly a’ Bánáti Temesi útra vezet, másik észák felé a’ Városba. Levegője meglehetős, vize pedig mint hogy Maros vizével élnek, egésséges. A’ Váron kivűl fekszik a’ Ratz Város, melly Rákótzi hada előtt meglehetősen fel vala épűlve; de ezek által háromszor hamuvá tétettetett. Megújjíttatott annakutánna a’ németek által, és innen német Városnak neveztetett, ambár elég rátzok, és magyarok is lakják. Szépen épűlt az 1763. esztendőben kezdetett mód mutatás szerént. Mellyben a’ SZENT FERENTZ szerzetebéli Attyáknak Klastroma van, ’s Templomjok 1781. szenteltetett fel. Jeles épűlet az említett szerzetes Atyáké után, a’ Város Fő Kapitánnyának háza, az Örálló ház, a’ fer ház, és némelly kereskedők’, ’s nem külömben Lovász Uraságnak házai. Különös kegyelmessége vala Ő Felségének, hogy a’ kik az új városban, a’ ki mértt mód szerént építének, és itt letelepedének, minden hazánkbéli szabadságoknak megnyerésével, ötven esztendeig szabadok az adónak fizetésétöl, sőt még 54épűleti szükséges eszközök is adattattak számokra. Lakosai dohánnyal, ’s más külömbféle hazai termésekkel kereskednek; mások pedig kézi mesterségekkel. Határja kiváltképen termékeny, de igen szoross, úgy hogy, ha szőlös kertyei külön választatnak, alig marad valamire való kis földetskéje. Melly valóban nagyobb volna, hogy ha hajdan Ó Arad e’ helyen lett volna; vagyonnyainak eladására jó alkalmatosága, ’s piatza van; országos vásárjai nevezetesek, ’s ambár a’ víz áradások néha kárára vannak, mint hogy miatta az útakat, ’s hídakat is újjítani kéntelenek, mind az által első Osztálybéli.”

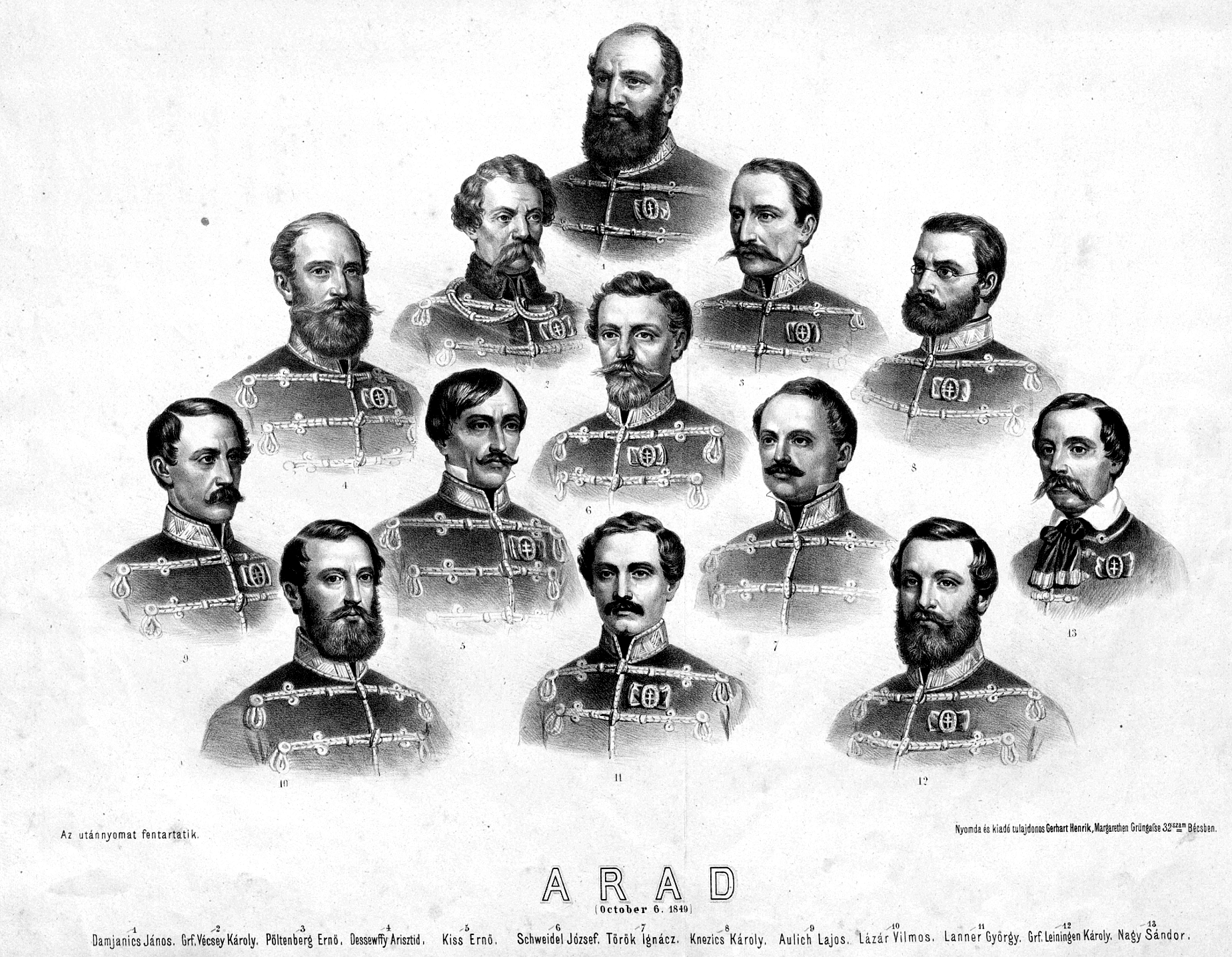
Az aradi vértanúk

A honvédsereg a várost 1849. június 28-án foglalta el. 1849. augusztus 17-én Damjanich János feladta a várat. Itt végezték ki 1849. október 6-án az aradi vértanúkat. A helyet 1881-ben kőobeliszkkel jelölték meg. A vértanúk városközpontban állt emlékművét, Zala (Mayer) György Szabadság szobrát 1922-ben a románok ledöntötték, és csak 2004-ben állították fel újra (nem az eredeti helyén, a Főtéren, hanem a Tűztorony előtti egykori madárpiacon, együtt egy modern román diadalívvel). Aradon végezték ki 1849. október 25-én Kazinczy Lajos honvéd ezredest.
1891-ben 42 052 lakosa volt, köztük 25 901 magyar, 5626 német, 7873 oláh, 1704 szerb; vallásra 21 799 római katolikus, 9251 görögkeleti, 1221 ágostai evangélikus, 3909 református, 1030 görögkatolikus és 4795 izraelita.
1910-ben 63 166 lakosából 46 085 magyar, 10 279 román, 4365 német, 1816 szerb, 277 szlovák és 133 cseh lakos volt.
1919-ben a város volt a székhelye gróf Károlyi Gyula ellenforradalmi kormányának, amelynek Horthy Miklós is tagja volt. 1920-ban a trianoni békeszerződéssel Romániához került.

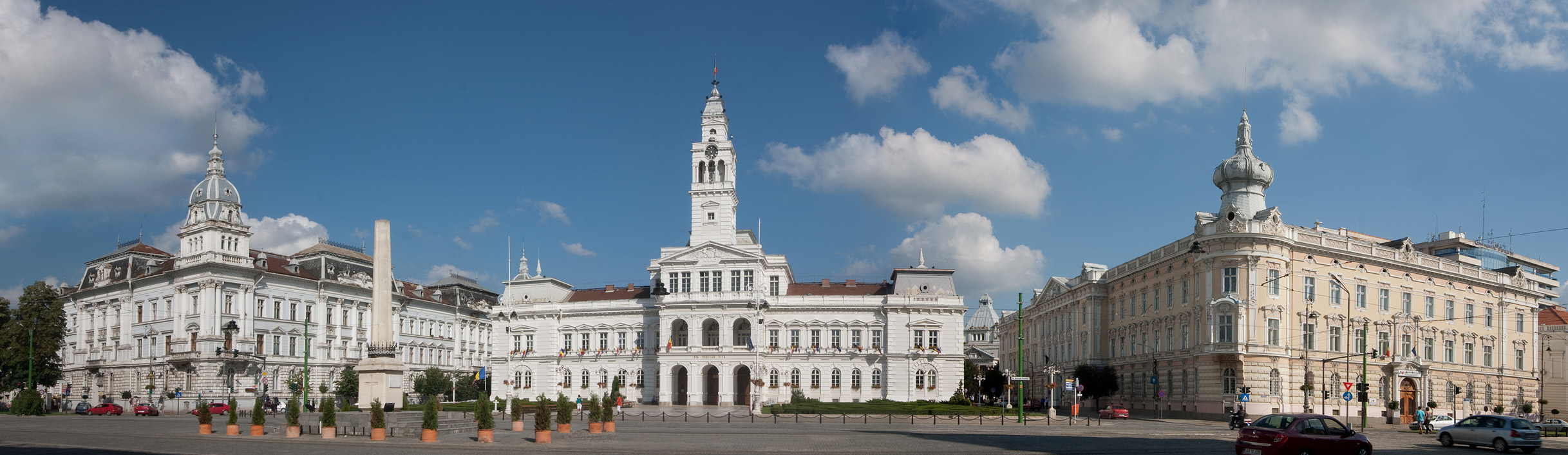
A Tanács tér

1944. szeptember 13-án a 3. magyar hadsereg elfoglalta, de a királyi román erők szovjet segítséggel már 19-én visszafoglalták.

## Népesség

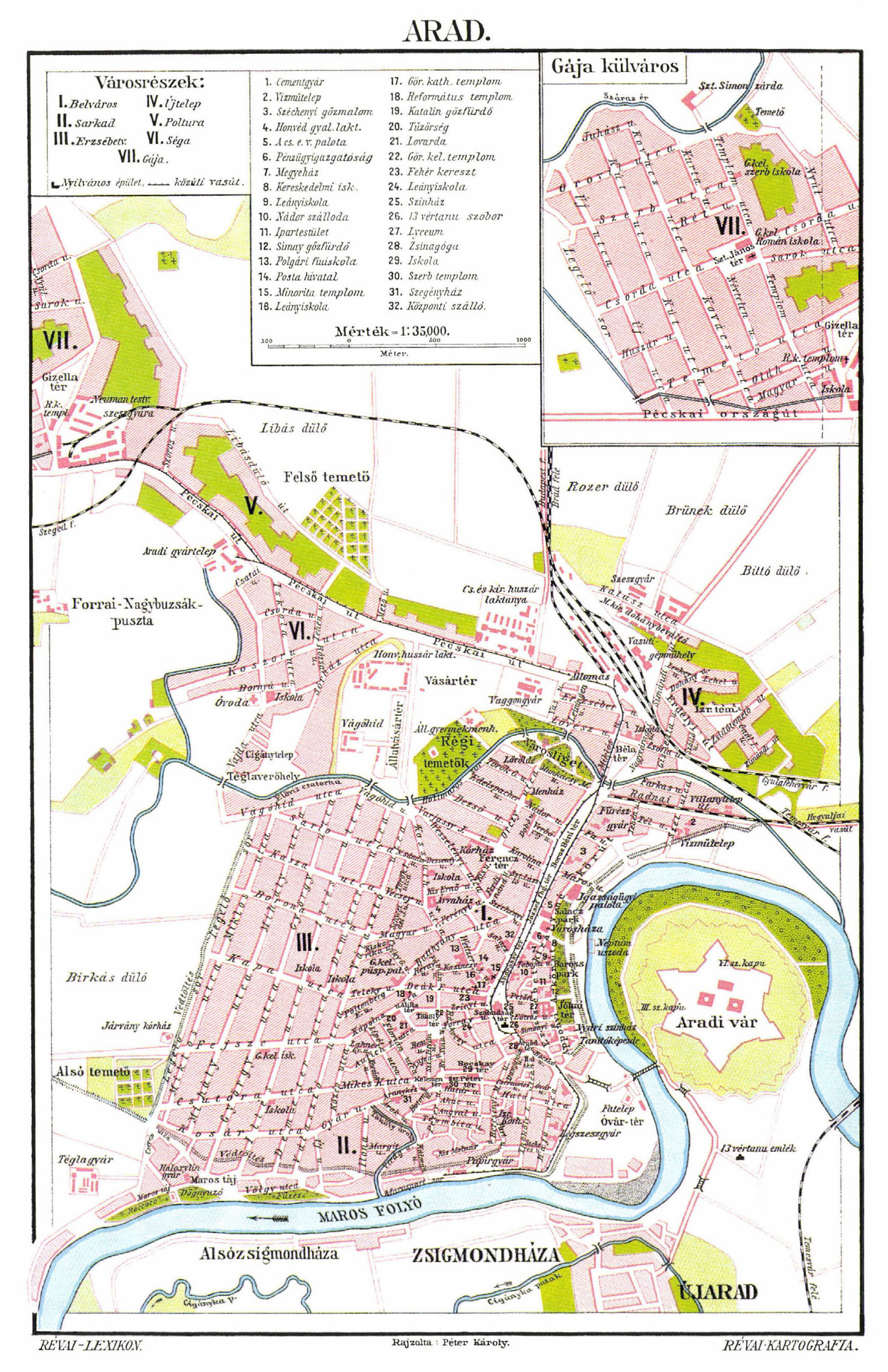
Arad város térképe 1911

A magyar lakosság a rendszerváltás után főleg Szegedre, Gyulára, Budapestre és Nyugatra költözött.
2002-ben 191 473 lakosa volt, ebből 83,66% román, 11,94% magyar, 1,66% roma, 1,52% német és 1,22% más nemzetiségű. A 2011-es népszámlálás adatai szerint 159 074 lakosából 78,77% román, 9,68% magyar, 1,59% roma, 0,79% német, míg 9,16% más nemzetiségű vagy nem válaszolt.

## Áruházak
| - Carrefour Market supermarket (4 db) - Carrefour hipermarket - Brico Depot barkácsáruház - Supeco hipermarket - Profi supermarket - Dedeman barkácsáruház (2 db) - Kaufland hipermarket (3 db) - Lidl diszkontáruház (4 db) - Media Galaxy műszakiáruház | - Metro Cash & Carry raktáráruház - Penny Market diszkontáruház (3 db) - Mömax bútoráruház - ReMarkt hipermarket - Selgros Cash & Carry hipermarket - Jumbo játékáruház - Leroy Merlin barkácsárúház |

- Atrium Mall pláza
- AFI bevásárlóközpont

## Gazdaság
Földrajzi fekvése a kereskedelmi utak találkozásánál, valamint a határ közelsége elősegítette a város gazdasági fejlődését. Arad gazdag hagyományokkal rendelkező ipari és kereskedelmi központ. Az aradi ipar alapját a XVII-XVIII. században kialakult céhek képezték. A termékeinek híre a Habsburg Birodalom egyik legjelentősebb kézműves központjává tette Aradot.

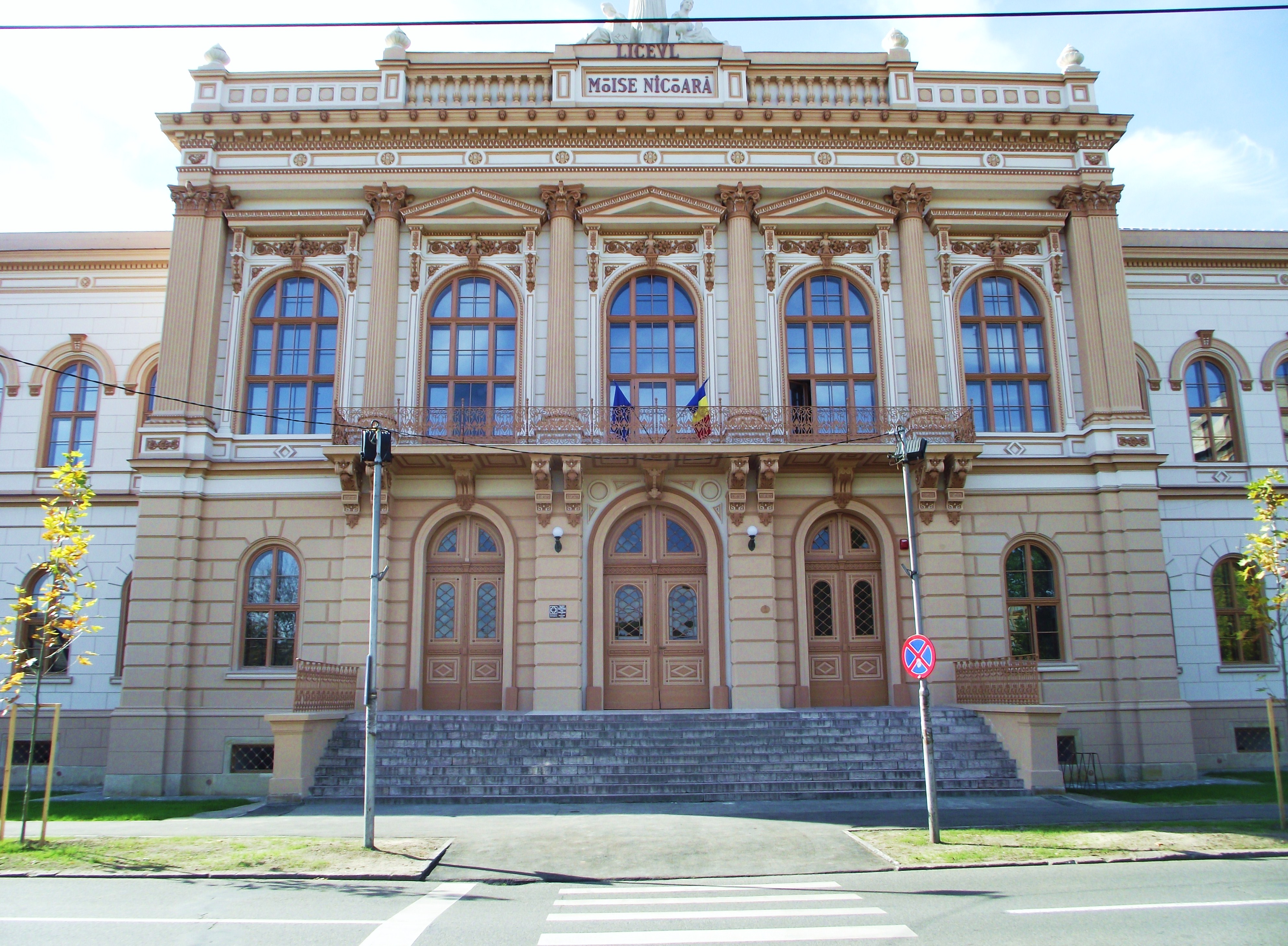
Moise Nicoara Főiskola

A XIX. század második felében a kisipar mellett megjelenik a nagyipar is. Megemlítehetjük a Neuman-testvérek gőzmalmát, a szesz- és élesztő-, valamint textilgyárát, a Hendl gépgyárat. Európa-hírű termékeivel tűnt ki a Lengyel féle bútorgyár, a Weitzer János vezetett vagongyár. A XX. század elején Arad Erdély legfejlettebb városai közé tartozott. 
A két világháború között a nagyipart az 1920-ban alapított, vasúti és villamoskocsikat, autómotorokat, teherautókat és repülőket is gyártó Astra üzemek, az ITA, FITA és TEBA textilgyár, a Neuman-malom, a Lengyel bútorgyár képviselte. Új iparágat jelentett a Cukorgyár (1926), a Polycrom (lakkok és festékek, 1930), az Aradi Műszaki Üzemek (izzólámpák, 1935), az Iron (rádió- és elektrotechnikai készülékek) létesítése. 1937-ben az 1919-ben bejegyzett 59 helyett 110 ipari létesítményt tartottak számon. A városban nyilván tartott 4001 társaság által végzett jelentős ipari tevékenység Aradot az ország negyedik városává emelte. A háború után a város fejlődését erősen fékezték, a két világháború közötti helyét sohasem sikerült többé elfoglalnia. Megjelentek viszont a Romániában egyedinek számító iparágak, mint a babagyártás az Aradeanca (1959) és az óragyártás a Victoria (1962) gyárban.
Ma Aradon és környékén jelentős az autóipari alkatrészek gyártása.

## Közlekedés

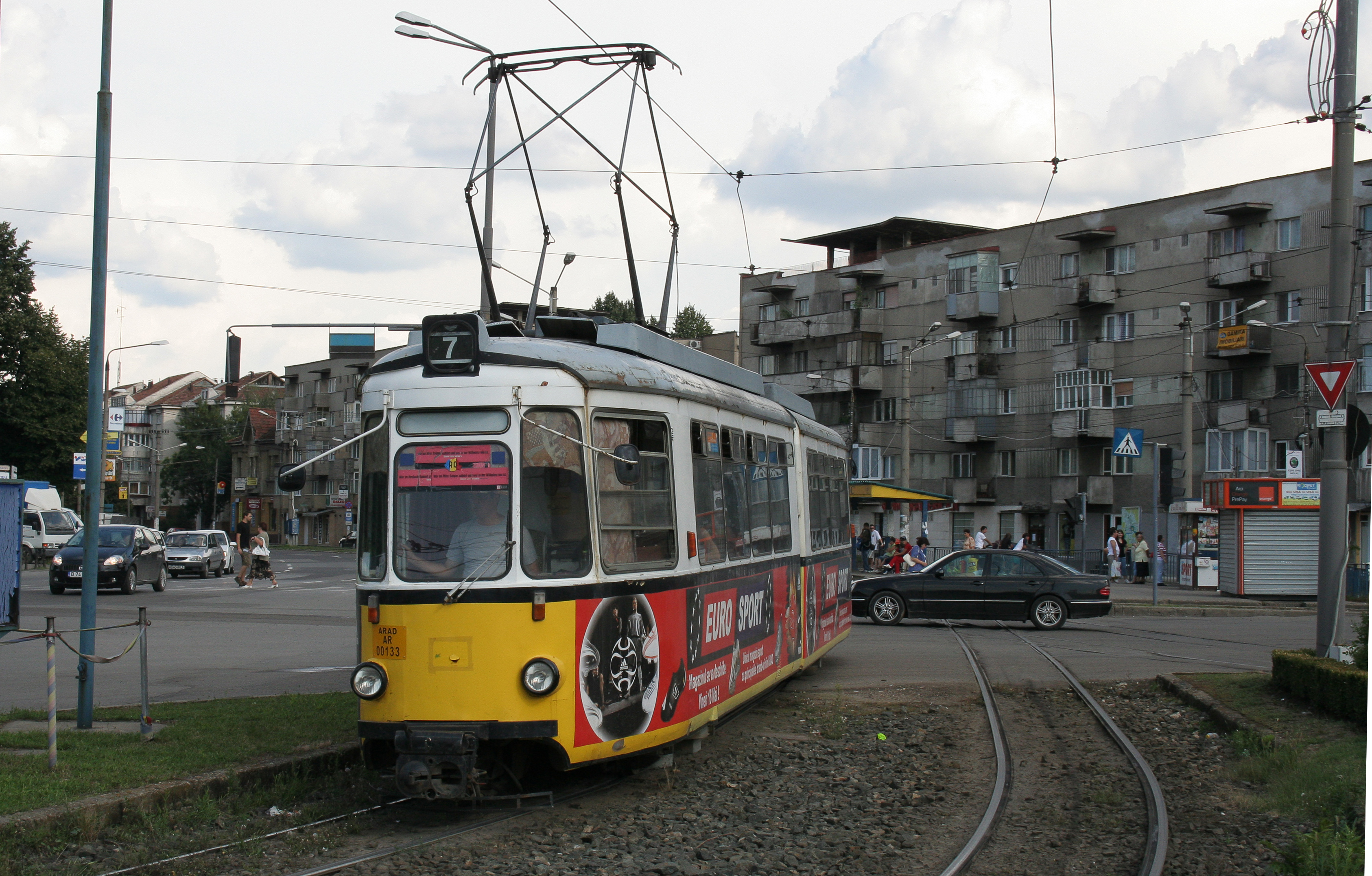
GT4 típusú villamos Aradon

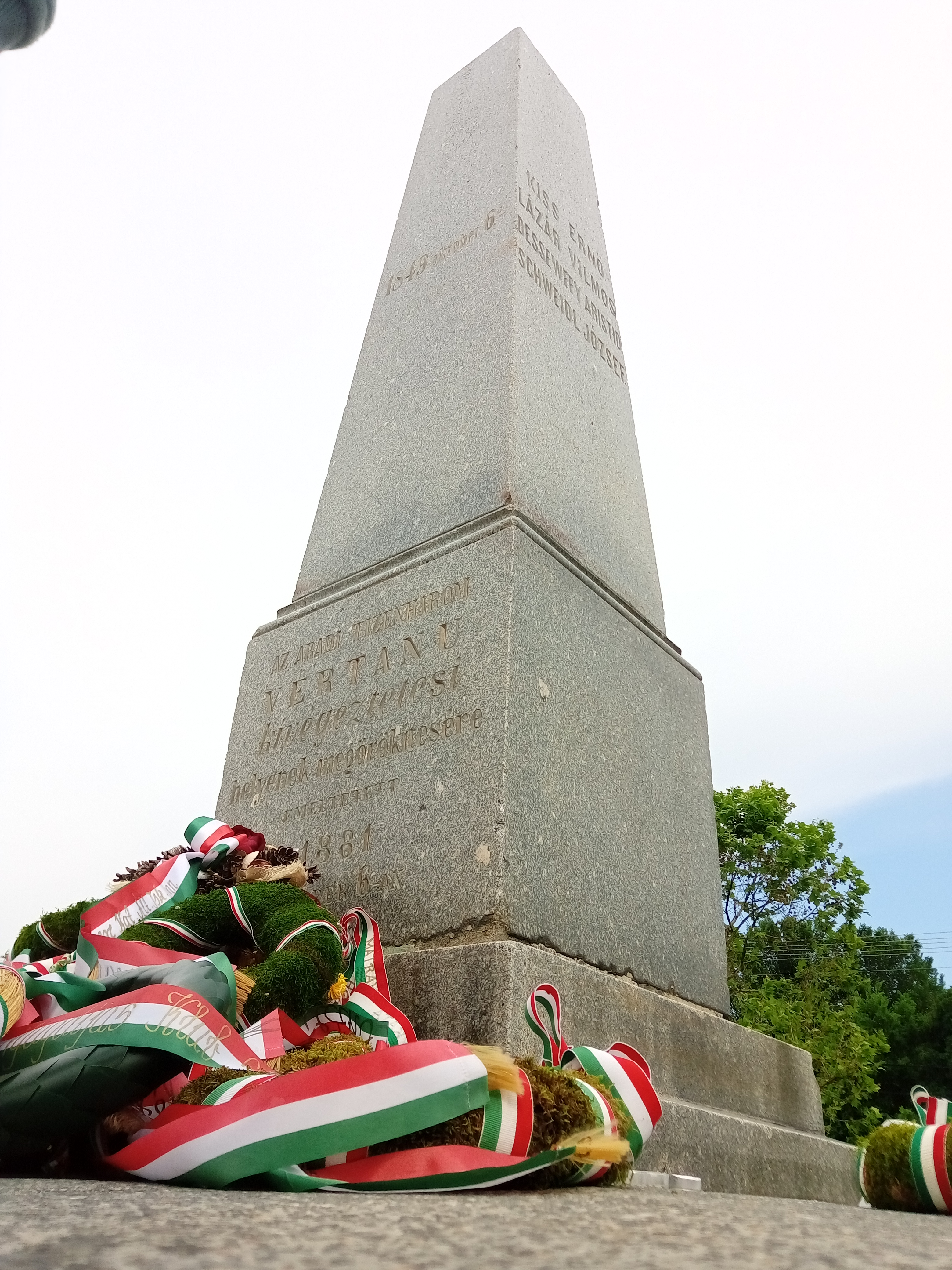
Aradi vértanúk emlékműve

2011 decemberében adták át a dél-erdélyi autópálya 33 km-es Temesvár–Arad szakaszát és a 12 km-es aradi elkerülőt, igaz, egyelőre sebességkorlátozásokkal és utóbbit csak kétszer egy sávon. 2011. október 20-án elkezdődött a Nagylak (országhatár) és Arad közötti szakasz építése is, a 39 km-es szakasz átadására 2015 július 11-én került sor, egyidejűleg a magyar M43-as autópálya Makó és Csanádpalota (országhatár) közötti szakaszával és a két ország közötti első, autópályán épített közúti határátkelővel, így Arad bekapcsolódhatott az európai autópálya-hálózatba.

## Látnivalók
- Arad barokk vára, nem látogatható.[11]

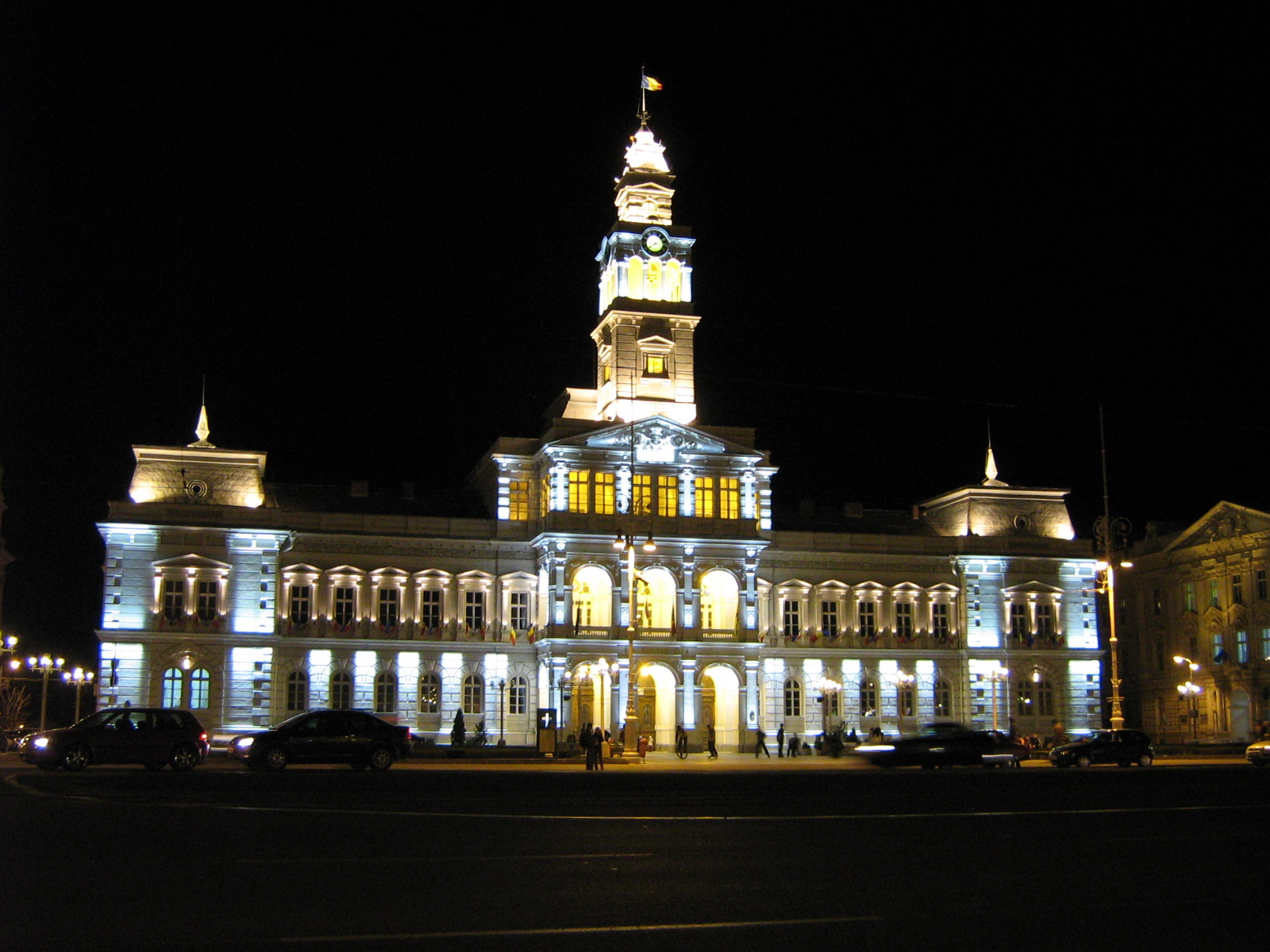
Az eredetileg Attila téren (ma a Megbékélés parkjában) állították fel újra az aradi vértanúk monumentális emlékművét, Zala György párizsi díjat nyert alkotását.
- A vár mellett a kivégzés helyszínén áll a vértanúk 1881-ben felállított emlékoszlopa, amely alatt sírjuk is van.
- A minorita templom 1904-ben épült, kiszabadításuk után udvarán őrizték a vértanúk 1918-ban eltávolított emlékművének szobrait.
- Az 1847-ben épült református templomban tartotta 1901-ben esküvőjét Horthy Miklós.
- A kultúrpalota 1913-ban épült szecessziós stílusban, benne van a Történeti Múzeum, jelentős 1848-as emlékekkel.
- Az evangélikus templom, más néven Vörös templom 1906-ban épült neogótikus stílusban a Fő utcán (régi nevén Andrássy úton).
- A szerb ortodox templom 1702-ben épült barokk stílusban.
- A Hunyad-Arad román ortodox egyházmegyei késő barokk copf katedrális a 19. sz. elejéről.
- A régi színház épülete 1818-ban készült el, amelyben Petőfi Sándor is játszott.
- A várostól nyugatra feküdt a középkori Hodosmonostora. Szent Péternek szentelt monostorát 1177-ben említik először, 1278 és 1293 között pusztult el. A falut még a 16. században is lakták, ma puszta Arad mellett.[12]
- A neoreneszánsz stílusú Városházát[13]Steindl Imre, a budapesti Országház építésze tervezte. (A Városháza előtt egykor Kossuth Lajos szoborcsoportja állt, amely ma már nem látható.)
- Andrényi-palota
- Bohus-palota
- Fehér Kereszt Szálloda
- Hermann-palota
- Igazságügyi palota
- Kaszinó
- Kohn-palota
- Kovács-palota
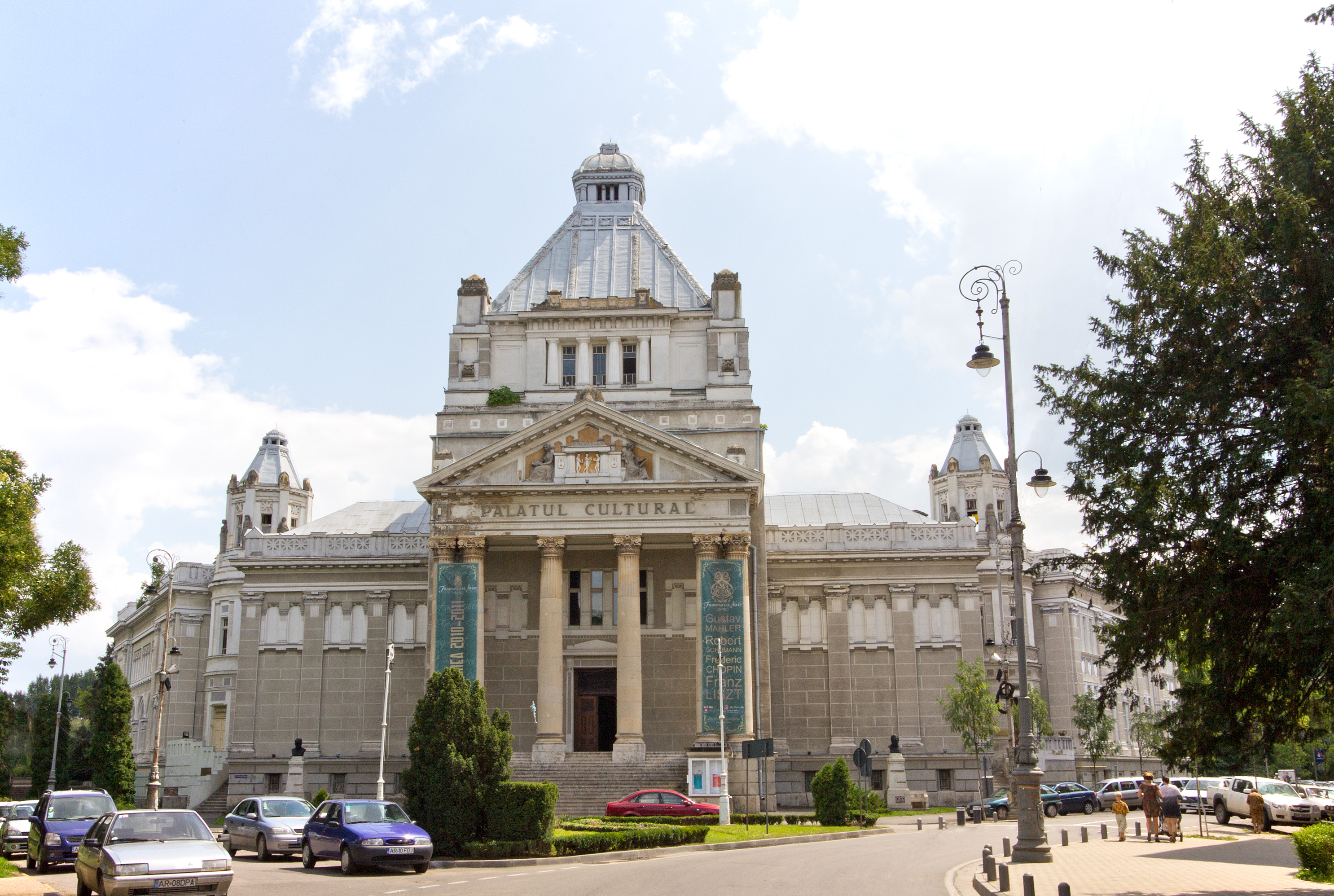
Kultúrpalota
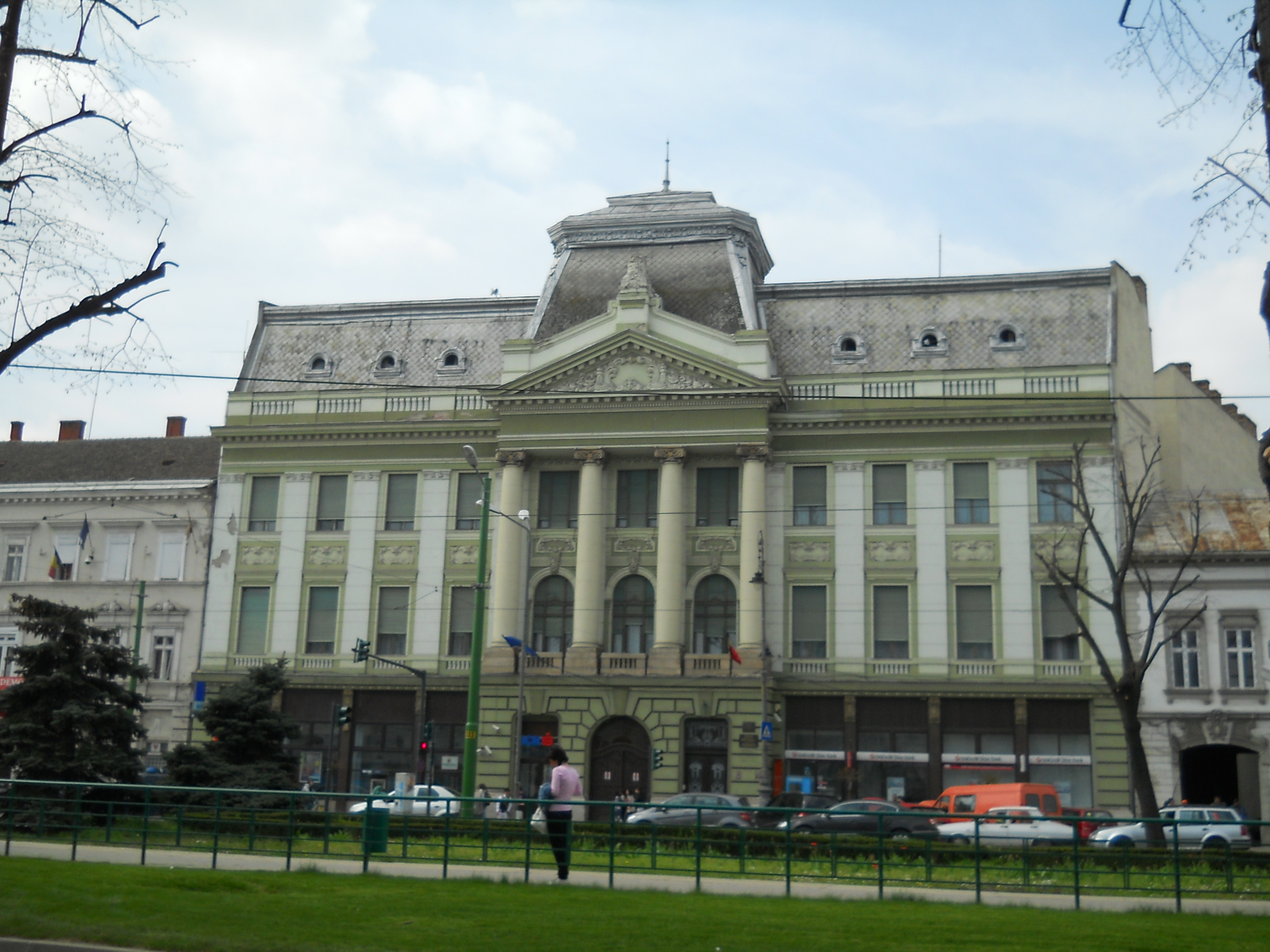
Nemzeti Bank épülete
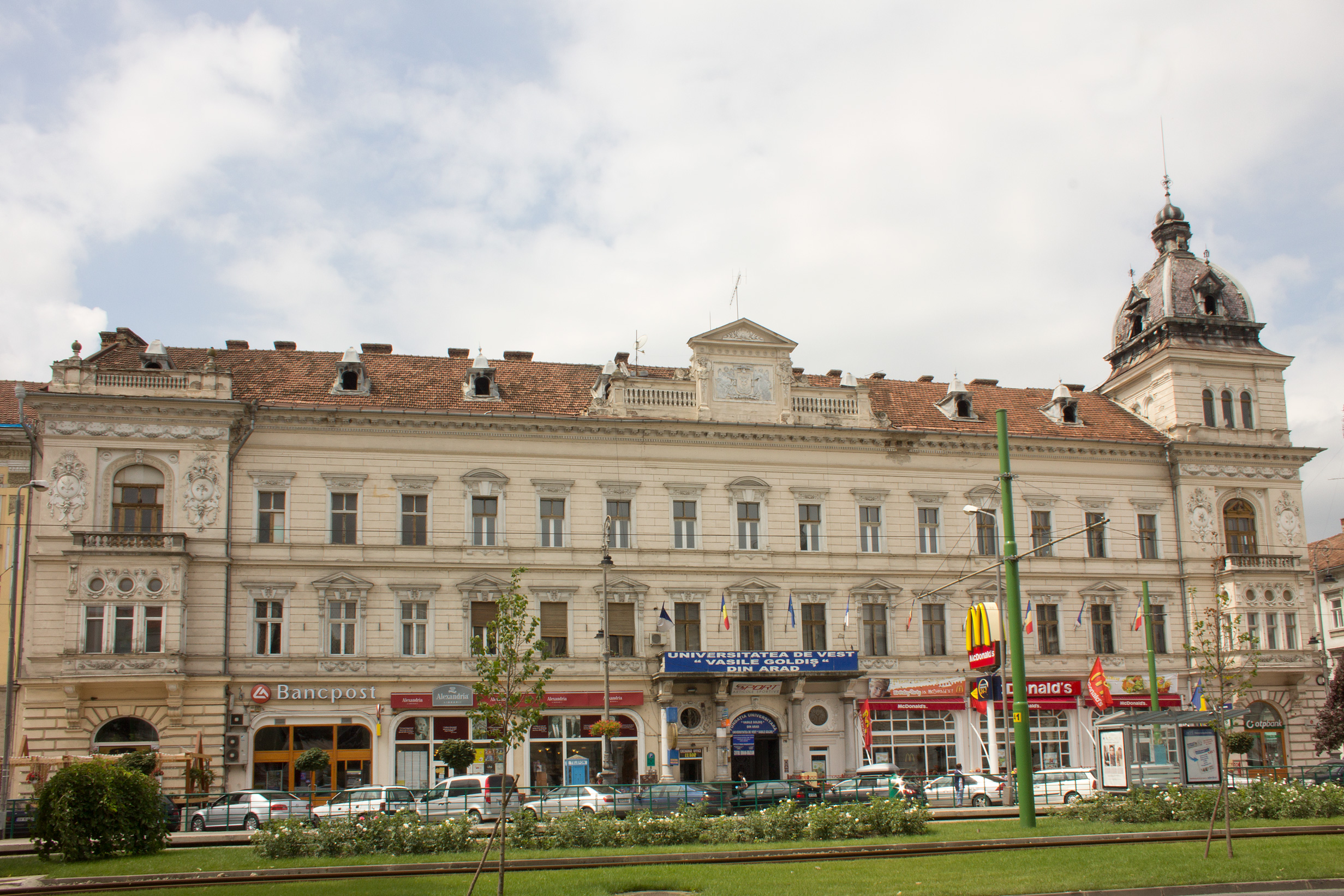
Pénzügyi palota
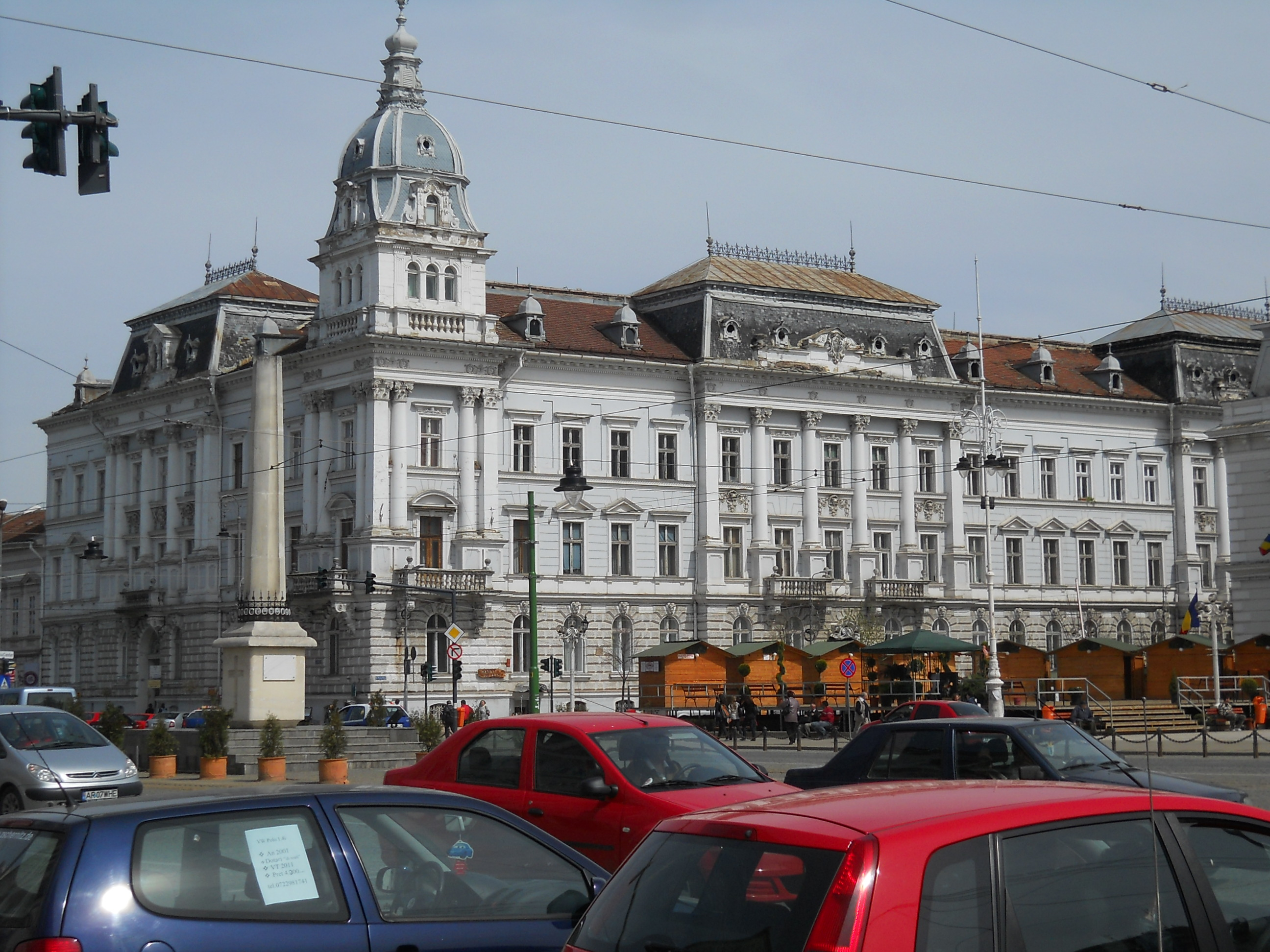
Szántay-palota
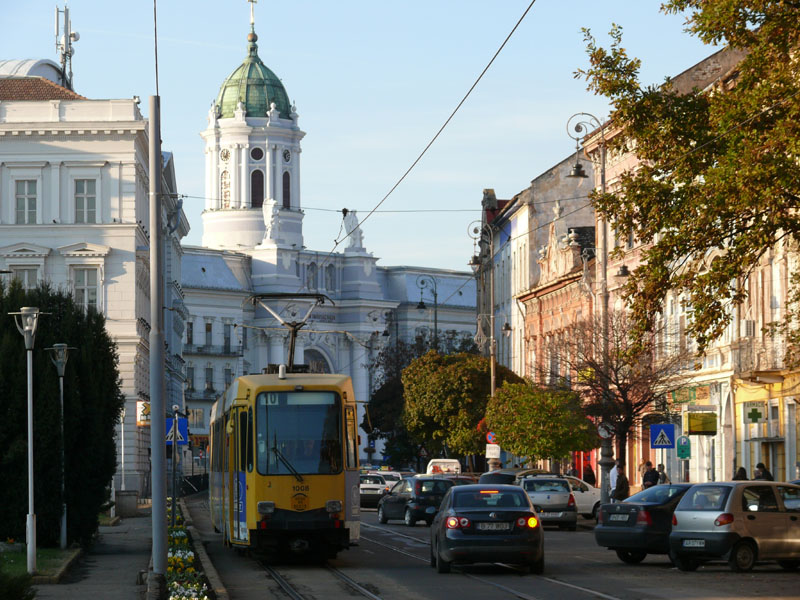
Belváros
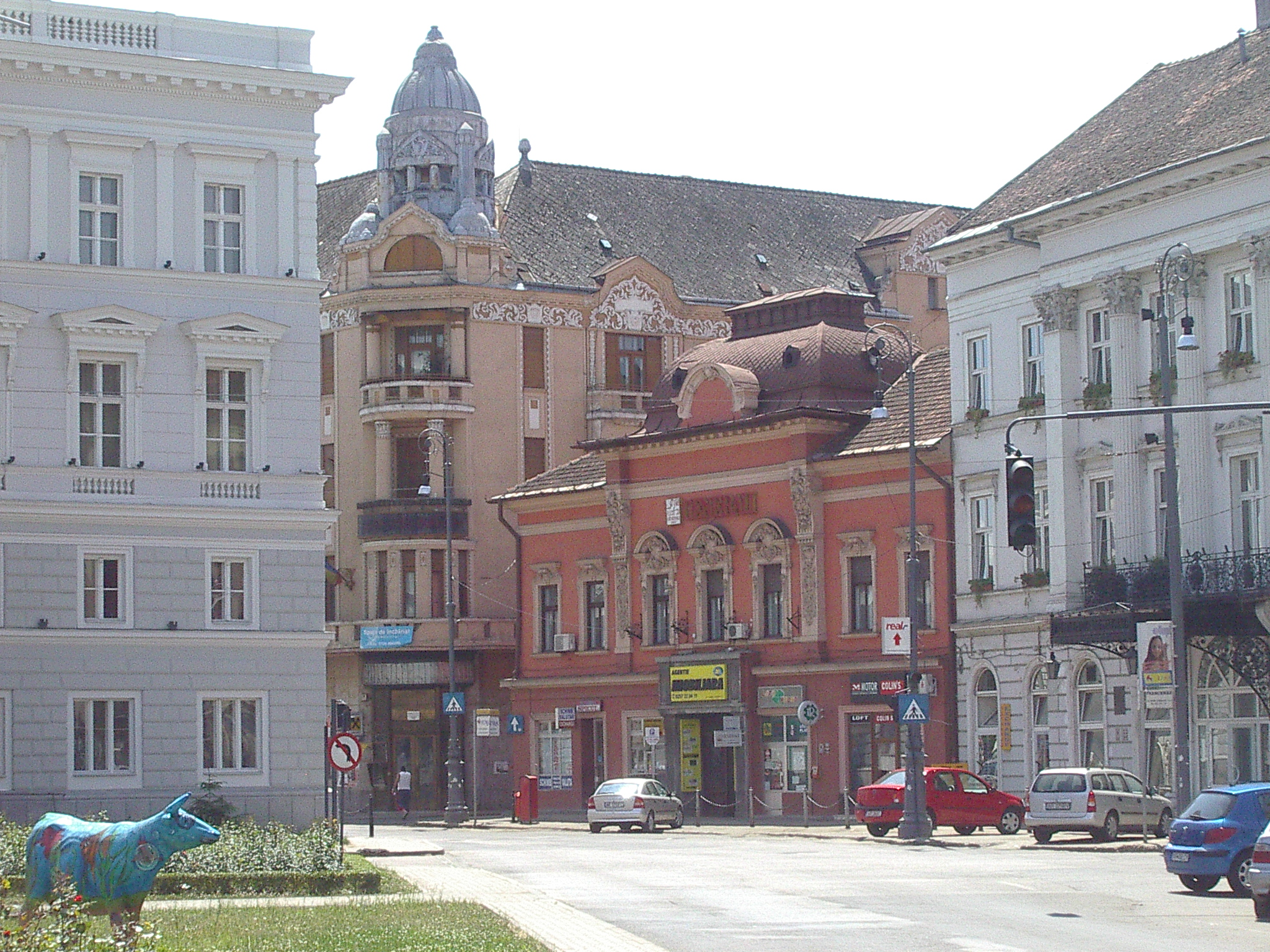
Belváros
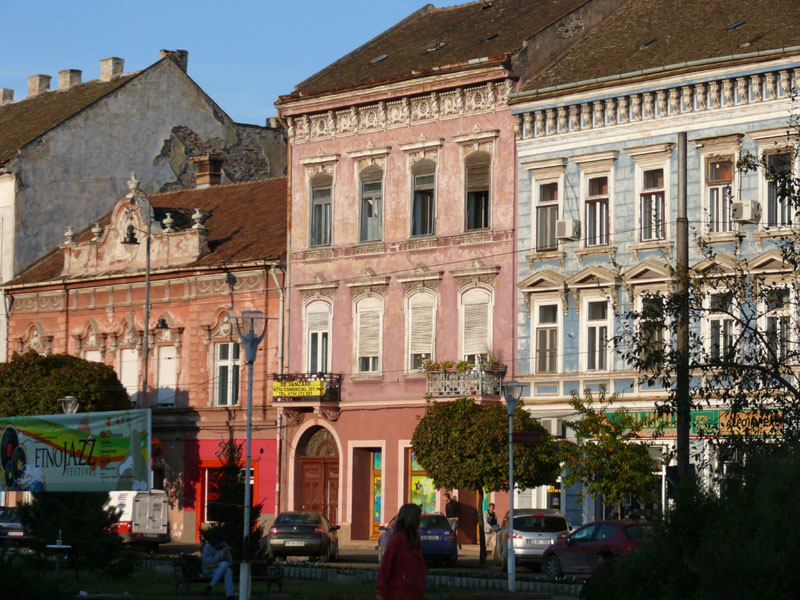
Főtéri paloták
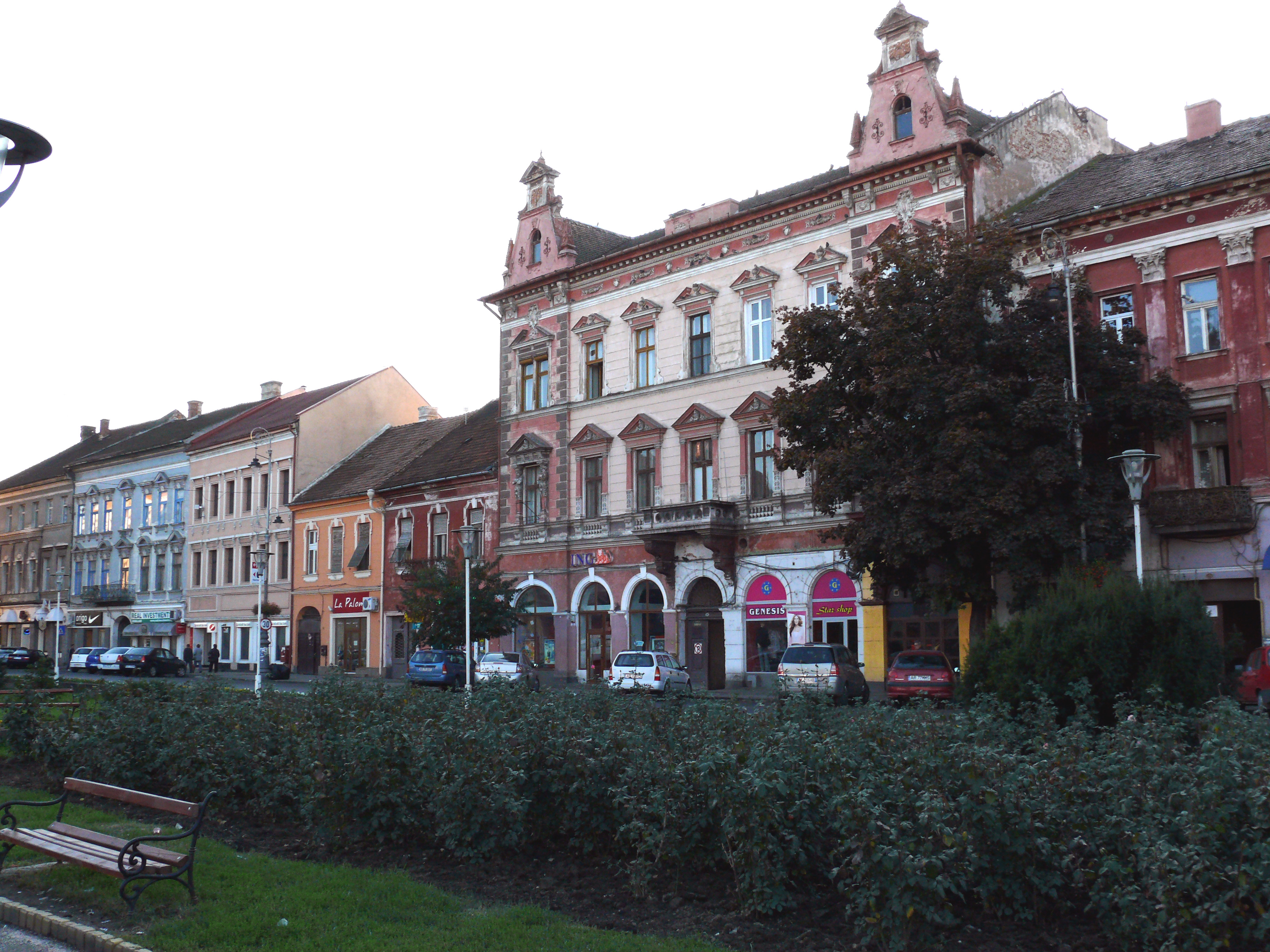
Főtéri paloták 2.
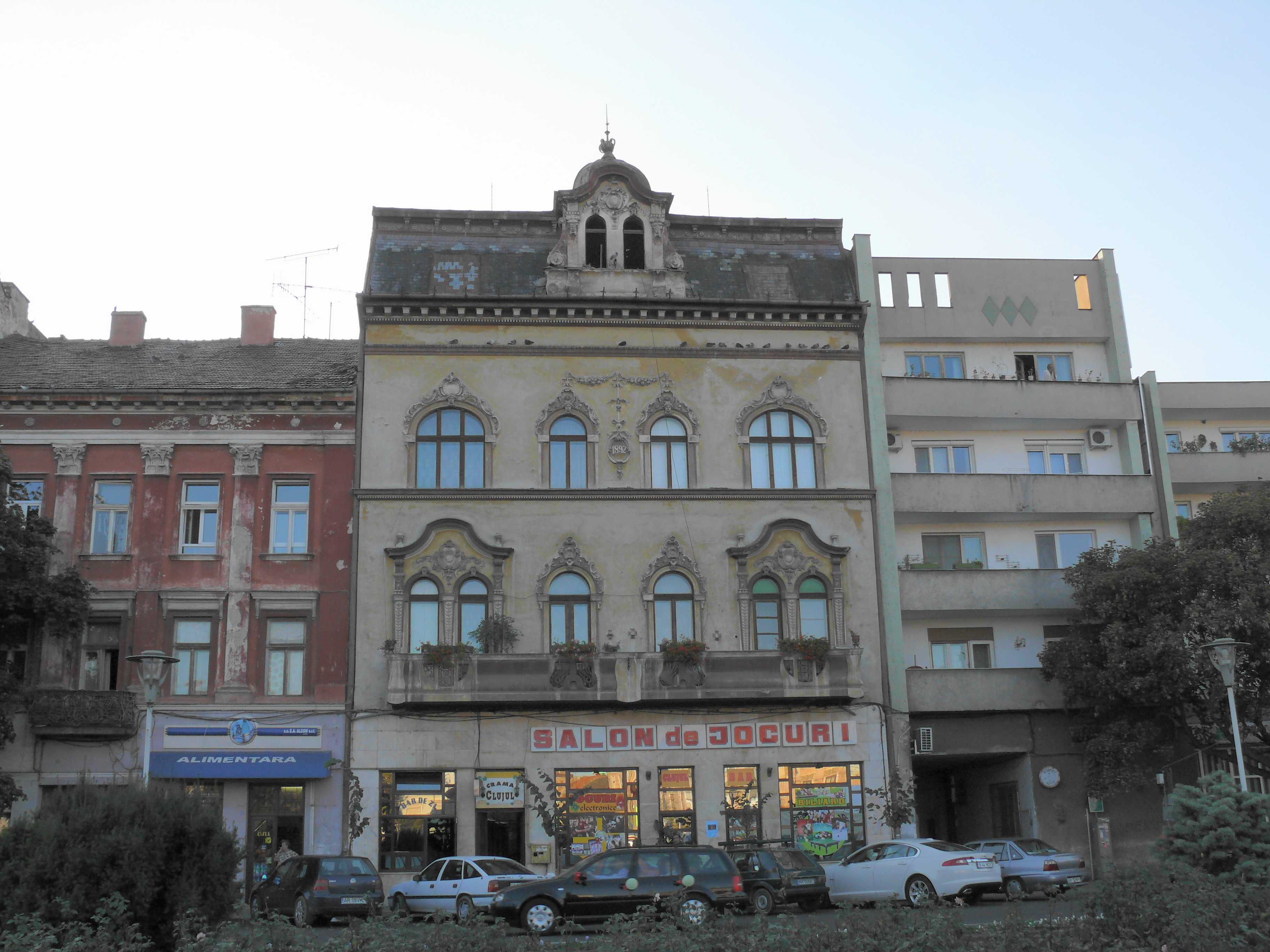
Főtéri paloták 3.
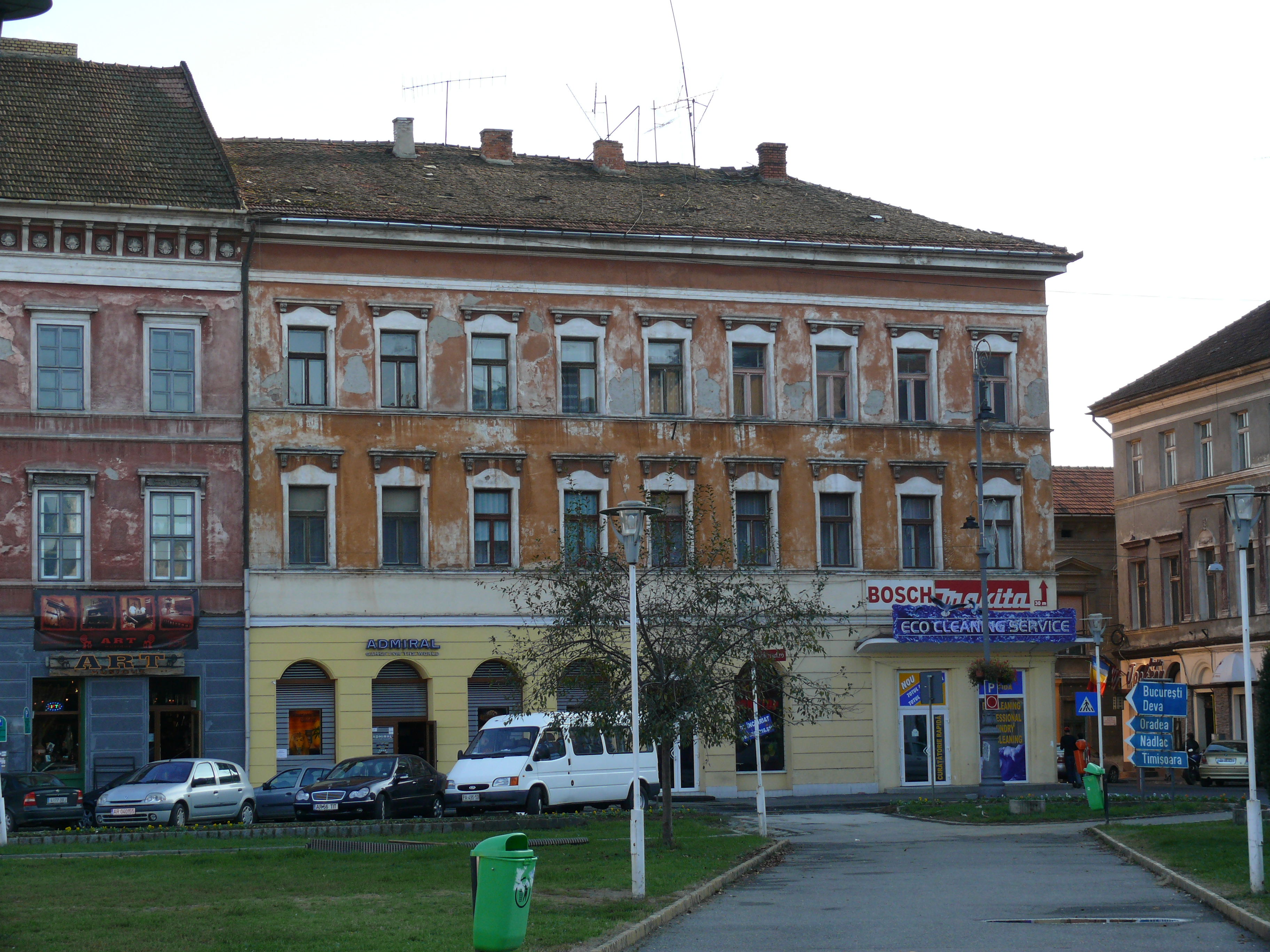
Főtéri paloták 4.
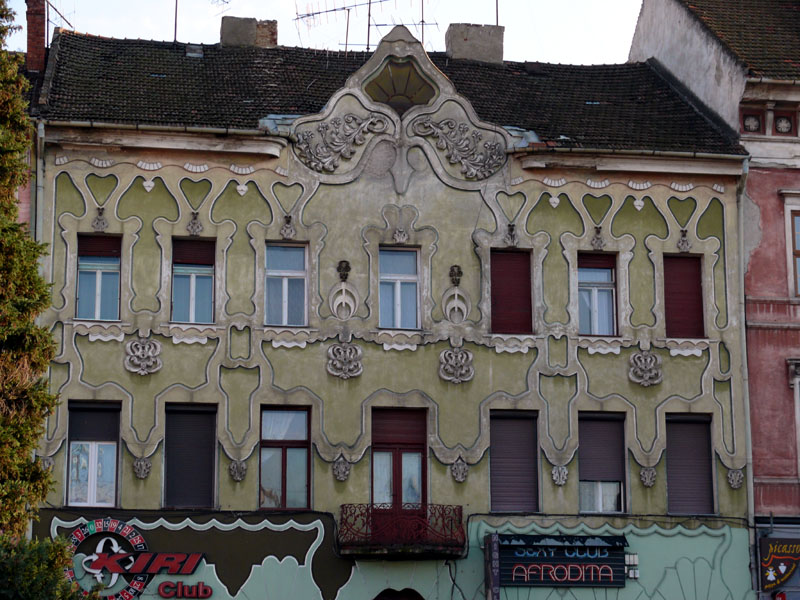
Szecessziós stílusú épület Arad főterén

- Vaslakat-ház
- Víztorony
- Vörös Ökör Fogadó
- Nepomuki Szent János-szobor
- Rafiroiu-kereszt
- Neológ zsinagóga

| Képgaléria: Arad |
| --- |
| - Az aradi Városháza éjjel - Kultúrpalota - Román Nemzeti Bank - Neuman palota - Csanád palota - Belváros - Belváros - Főtéri paloták - Főtéri paloták 2. - Főtéri paloták 3. - Főtéri paloták 4. - Szecessziós stílusú épület Arad főterén - Az Imádság Háza - Az evangélikus templom - Arad új ortodox temploma |

### Templomok

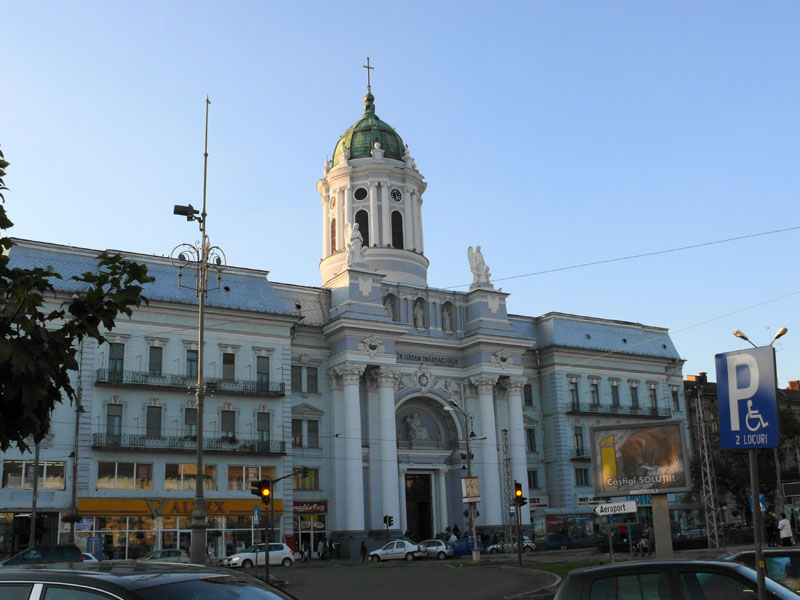
Az Imádság Háza
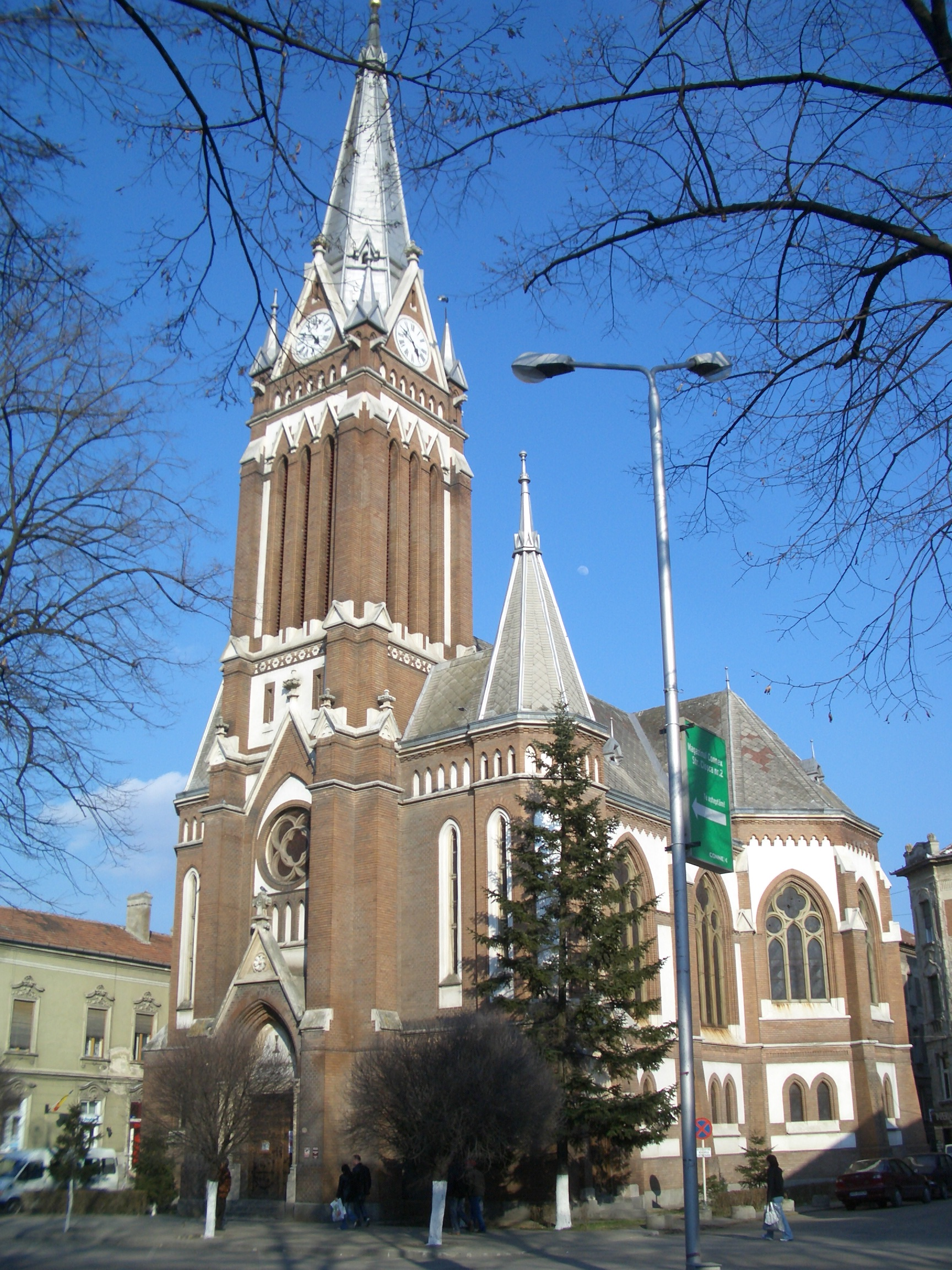
Az evangélikus templom
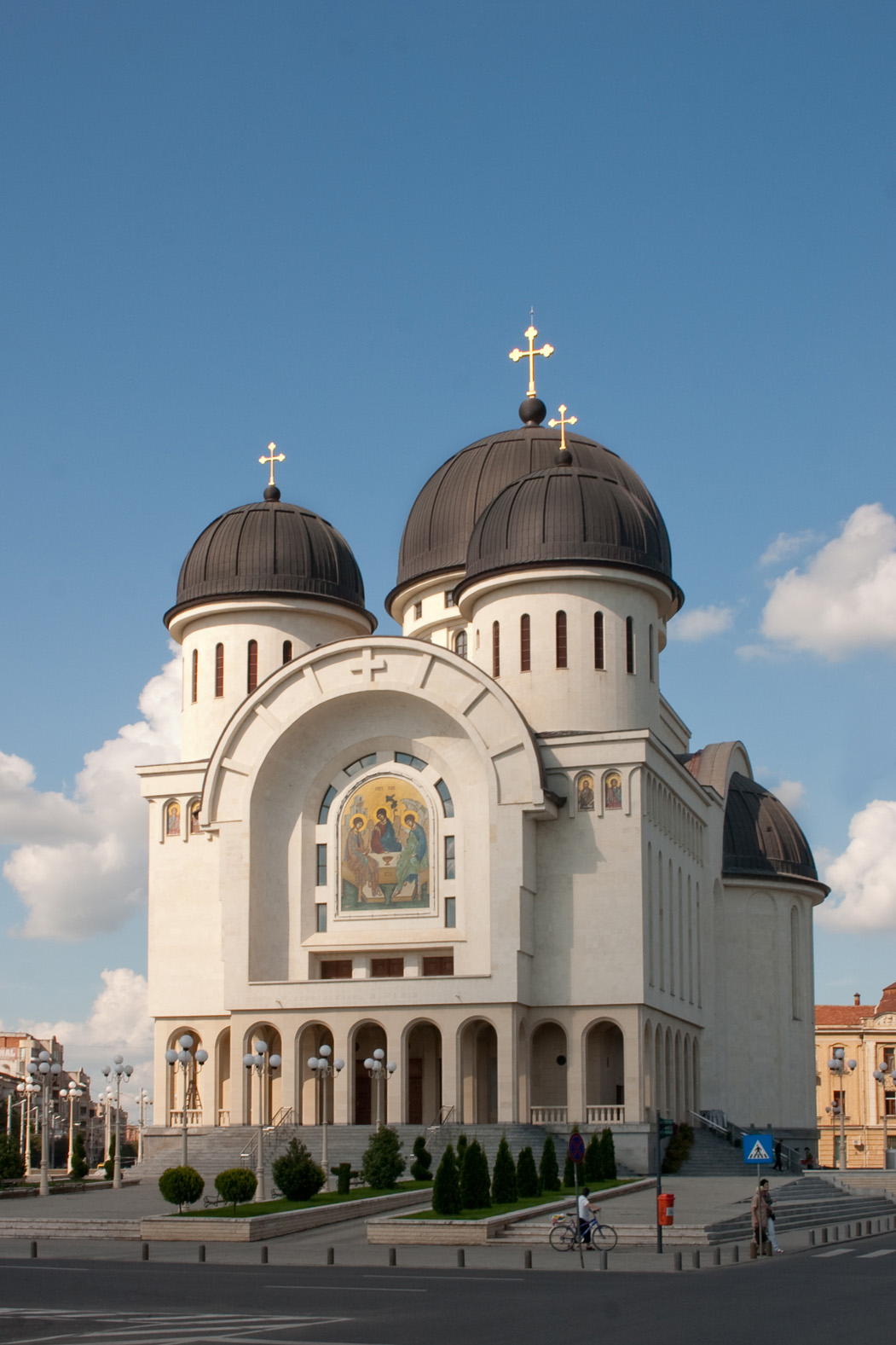
Arad új ortodox temploma

## Híres emberek

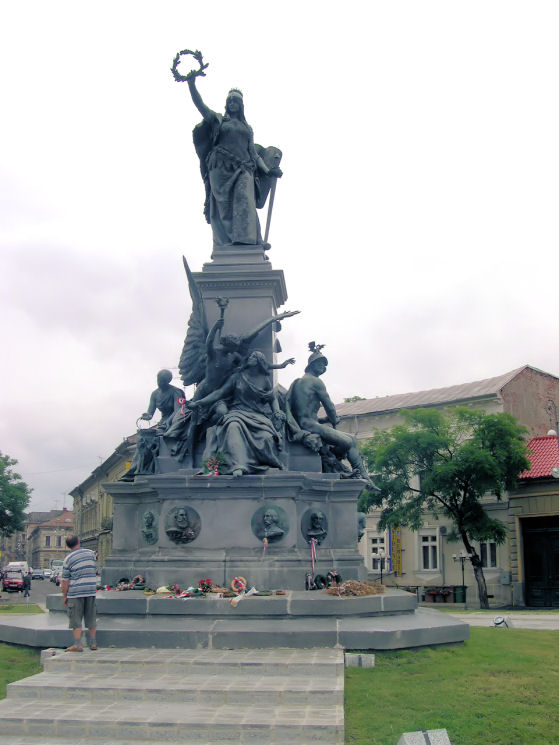
Szabadság-szobor

- Itt született 1782. december 8-án Bartosságh József mezőgazdasági szakíró.
- Itt született és itt hunyt el Langer Ignác (1800-1879) a magyar szabadságharc és az amerikai polgárháború katonaorvosa.
- Itt született 1819. december 12-én Kornis József római katolikus plébános, az 1848-49-es szabadságharc tábori lelkésze.
- Itt született 1822. április 19-én Kornis Károly ügyvéd, újságíró, az 1848-49-es szabadságharc törzskari tisztje.
- Itt született 1822. szeptember 13-án Dániel Pál országgyűlési képviselő, aki  1848-ban  börtönbe került és 1850-ben kapott kegyelmet.
- Itt (az azóta Aradhoz tartozó Új-Arad mezővárosban) született 1824. március 29-én dr. Schlauch Lőrinc (Lorenz Cardinal Schlauch von Linden) szatmári majd váradi bíboros-püspök, I. Ferenc József jelöltje az esztergomi érsekségre. Eltemetve Temesváron, mauzóleumában.
- Itt született 1827-ben Langenfeld Ferenc magyar honvéd és amerikai szabadságharcos.
- Itt született 1834. április 12-én Knefler Frigyes magyar és amerikai szabadságharcos.
- Itt született 1837-ben Kerpely Antal bányász, kohómérnök, a selmecbányai akadémia tanára, az MTA levelező tagja. (†1907)
- Itt született 1850. július 19-én Czigler Győző építész.
- Itt született, élt és alkotott (1852. augusztus 30. – 1934. március 9.) Varjassy Lajos jogász, újságíró, polgármester, politikus.
- Itt született 1855-ben Barabás Béla jogász, főispán, majd szenátor.
- Itt született 1863-ban Szöllősi István pedagógus, újságíró. művelődésszervező, itt munkálkodott, s itt is hunyt el 1951-ben.
- Itt született 1866-ban és itt kezdte pályáját Kornis Elemér magyar újságíró, lapszerkesztő.
- Itt született 1867-ben Szabados Ede költő, műfordító.
- Itt született 1875-ben Szöllősi Zsigmond jogász, publicista.
- Itt született, alkotott és itt hunyt el Széll Lajos (1882–1960) jogász, politikus, önéletíró.
- Itt született, alkotott és hunyt el Záray Jenő író, közíró (1881–1948)
- Itt született 1882-ben Wild Endre római katolikus pap, egyházi író.
- Itt született 1882-ben Sümegi Ödön színész, rendező, színésznevelő szakember, színpadi író.
- Itt született 1884-ben Déznai Viktor közíró, az urbanisztika kutatója.
- Itt született 1884-ben Marót Sándor író, szerkesztő, 1944-ben az Auschwitzi koncentrációs táborban végezték ki.
- Itt született, itt alkotott és itt hunyt el Szömörkényi Rezső (1884–1961) műépítész.
- Itt született 1884-ben Bányász Jenő jogtudós, jogi szakíró.
- Itt született 1884-ben Kuncz Ödön jogtudós, közgazdász, az MTA tagja.
- Itt született, alkotott és itt hunyt el Zsigmond Miklós újságíró, lapszerkesztő (1885. március 1. – 1973. május 3.)
- Itt született 1885. május 11-én Rajnai Gábor színművész.
- Itt született 1886-ban Károly József magyar író, újságíró.
- Itt született 1886-ban Tóth Árpád költő.
- Itt született 1886. augusztus 1-jén Csatay Lajos vezérezredes, honvédelmi miniszter.
- Itt született 1889. május 21.-én Pichler Gusztáv okleveles mérnök, a borjádi (Tolna vármegye, Kölesd község része), –  ma már kilátóként üzemelő ipari műemlék –  söréttorony egykori építtetője és üzemeltetője, a magyarországi sörétes vadászlőszer-gyártás neves alakja.
- Itt született, élt, alkotott és itt hunyt el Szomory Oszkár (1890–1979) újságíró.
- Itt született, élt, gyógyított, alkotott és itt hunyt el Szelle Károly (1891–1958) orvos, zeneszerző.
- Itt született 1892-ben Wild Lajos orvos, feltaláló, író.
- Itt született 1894-ben Borsos-Nachtnébel Ödön orvos, patológus, egyetemi tanár.
- Itt született 1895-ben Kövér Erzsébet költő, műfordító, pedagógus.
- Itt született, alkotott és itt hunyt el Juhász Attila író, újságíró (1896–1965)
- Itt született 1898. december 5-én Zala Béla lapszerkesztő, előadóművész, továbbá itt élt, alkotott és itt hunyt el 1972. március 31-én.
- Itt született 1899. július 24-én Czédly Károly jogász, közíró, műfordító.
- Itt született 1900. január 10. Magyari Endre, magyar gépészmérnök, postamérnök. A hazai rádiózás egyik elindítója.
- Itt született 1900. január 17-én Unger Ernő karmester, zenetanár.
- Itt született 1902. január 21-én Jávor Pál színművész.
- Itt született 1902. március 17-én Balla Erzsébet költő, író.
- Itt született 1903. június 8-án Rab Géza költő, újságíró.
- Itt született 1905. február 7-én Serényi József költő, író, újságíró (elhunyt Aradon, 1956. április 24.)
- Itt született 1905. október 13-án Braun-Bogdán Kálmán labdarúgó, edző (elhunyt Aradon, 1983. március 15.)
- Itt született 1907. január 31-én Ördögh Sándor Lajos (1907–1979) újságíró, szerkesztő.
- Itt született 1907. február 5-én Zajzon Zoltán mérnök.
- Itt született 1909. június 13-án Mauthner Klára magyar háztartástani szakíró, műfordító
- Itt született 1909. október 26-án Balla Károly költő, újságíró.
- Itt született, alkotott és itt hunyt el Messer Sándor (1910–1986) újságíró, sportíró.
- Itt született 1912. augusztus 14-én Zöldy Márton csendőrszázados, később tiszt a Waffen-SS-ben.
- Itt született 1917. július 17-én Tapasztó János színész, bábművész
- Itt született 1917. október 15-én Neufeld Ágnes pedagógus, tankönyvíró.
- Itt született 1920. június 29-én Nagy Pál orvos, az OGYI ideggyógyász szakorvosa
- Itt született 1922. június 26-án Földes László magyar irodalomkritikus, szerkesztő.
- Itt született 1924. augusztus 4-én Szabad György történész, egyetemi tanár, akadémikus, politikus, az „első szabadon választott” magyar Országgyűlés elnöke.
- Itt született 1925. január 16-án Inke László színművész.
- Itt született 1926. október 5-én Náhlik Zoltán neveléstörténész.
- Itt született 1927. január 29-én Széplaky Endre színművész.
- Itt született 1929. szeptember 6-án Szarvady Gyula zeneszerző, a Kolozsvári Állami Magyar Opera karmestere.
- Itt született 1929. december 25-én Mózer István újságíró, kritikus, tanulmányíró.
- Itt született 1933. február 18-án Szabó Tamás fényképész.
- Itt született 1933. április 6-án Tóth Mária író, újságíró.
- Itt született 1937. január 1-jén Simon Gábor Dezső magyar zenei író, kritikus, közíró.
- Itt született 1937. március 28-án Jenei Imre labdarúgó, fedezet, edző. A magyar labdarúgó-válogatott volt szövetségi kapitánya. Felesége Gyulai Ilona tőrvívó olimpikon.
- Itt született 1940. január 1-jén Kozma L. György orvos, tüdőgyógyász
- Itt született 1941. július 28-án Németh Júlia újságíró, néprajzkutató, műkritikus.
- Itt született 1942. január 30-án Ujj János helytörténet-kutató, újságíró.
- Itt született 1943. május 31-én Matekovits György fogszakorvos és szájsebész, orvosi szakíró, esszéíró.
- Itt született 1943. június 21-én Vilhelm Károly Munkácsy Mihály-díjas festőművész.
- Itt született 1945. december 5-én Vékás László Miklós kutató fizikus, fizikai szakíró.
- Itt született 1947. február 3-án Király András György államtitkár.
- Itt született 1952. december 10-én Szabó Péter költő.
- Itt született 1956. október 1-jén Bognár Levente romániai magyar politikus, Arad alpolgármestere.
- Itt született 1962. december 23-án Stefan Hell Nobel-díjas fizikus
- Itt született 1964. május 12-én Sógor Csaba romániai magyar politikus és európai parlamenti (EP) képviselő.
- Itt született 1967. augusztus 1-jén Molnár Zsófi meseíró, ifjúsági elbeszélő, műfordító.
- Itt halt meg 1775. január 15-én br. Bajtai Antal történetíró
- Itt halt meg 1850. február 9-én a börtönben Lenkey János honvéd tábornok.
- Itt élt, dolgozott és halt meg Kara Győző (1860–1942) magyar irodalmár és történész, az aradi 1848–49-es forradalom és szabadságharc vértanúinak kutatója.
- Itt élt, alkotott és itt hunyt el 1937. március 2-án Dálnoky Nagy Lajos magyar színműíró, költő, műfordító.
- Itt élt, alkotott és itt hunyt el 1937. szeptember 25-én Lóránt-Lassner Sándor költő és grafikus.
- Itt született 1970. február 14-én Robert C. Castel izraeli biztonságpolitikai szakértő
- Itt született 1975. augusztus 14-én  Kovács Ágnes Anna színművész.
- Itt élt 1983 és 2000 között Székely Csaba erdélyi magyar író, drámaíró.

## Testvérvárosok
- Nagybecskerek, Szerbia (2002 óta)
- Pécs, Magyarország (2008 óta)
- Heist-op-den-Berg(wd), Belgium (2011 óta)
- Prága 5. kerülete, Cseh Köztársaság (2013 óta)
- Budapest XII. kerülete, Magyarország (2015 óta)
- Chișinău Râșcani kerülete, Moldova (2018 óta)
- Betlehem, Palesztina (2019 óta)